# Rede Amazônica Jaru
Rede Amazônica Jaru foi uma estação de televisão brasileira com sede em Jaru, cidade do estado de Rondônia. Operava nos canais 10 VHF analógico e 23 UHF digital e era afiliada à TV Globo. Pertencia ao Grupo Rede Amazônica.

## História

### TV Jaru (1979-2015)
A Rede Amazônica recebeu a autorização para operar uma retransmissora no município de Jaru em 13 de junho de 1979. Com isto, inaugurou a TV Jaru, que retransmitia programas da Rede Bandeirantes através de fitas. Devido à falta de sinal via satélite até 1982, a estação aguardava a venda de todas as cotas de patrocínio para exibir os VTs de jogos de futebol.
Em 24 de janeiro de 1983, seguindo as demais emissoras da rede (com exceção da TV Amazonas e das emissoras sediadas no interior do Amazonas), a TV Jaru deixou a Rede Bandeirantes e se tornou afiliada à Rede Globo.
Em 2005, a TV Jaru contratou o jornalista Robert Muracami, que passou a produzir reportagens para os telejornais da Rede Amazônica e o boletim informativo local 24 Horas, exibido durante os intervalos comerciais da estação. Com isso, também passou a inserir comerciais locais. A produção do boletim seguiu até 2007, quando Robert deixou a emissora. Após a saída do jornalista, a TV Jaru deixou de produzir reportagens por conta própria, e a cidade passou a ser atendida pelo jornalismo da TV Ariquemes.

### Rede Amazônica Jaru (2015-2023)
A partir de 3 de janeiro de 2015, a exemplo das demais estações da rede, a emissora deixou de se identificar como TV Jaru, passando a utilizar a nomenclatura Rede Amazônica Jaru. Em 2018, a estação voltou a contar com um repórter exclusivo, quando foi contratado o videorrepórter Rinaldo Moreira. No mesmo ano, um link ao vivo do repórter durante o Jornal de Rondônia 1ª Edição repercutiu a nível nacional devido à um acidente com uma viatura da Polícia Militar, que o atingiu enquanto ele estava no ar. Ele, no entanto, retomou a participação no telejornal pouco depois, esclarecendo que estava bem.
Em 1° de maio de 2020, a Rede Amazônica Jaru passou a retransmitir a edição local do Jornal de Rondônia 2ª Edição produzida pela Rede Amazônica Ariquemes, apresentada por Luiz Martins. Em 24 de maio de 2023, a Rede Amazônica Jaru teve seu departamento comercial encerrado, o que caracterizou sua extinção. Com isso, a estação tornou-se oficialmente uma repetidora da Rede Amazônica Porto Velho.

## Sinal digital
| Canal virtual | Canal digital | Resolução de tela | Programação                                          |
| ------------- | ------------- | ----------------- | ---------------------------------------------------- |
| 10.1          | 23 UHF        | 1080i             | Programação principal da Rede Amazônica Jaru / Globo |

A TV Jaru recebeu a outorga do sinal digital em Jaru para o canal 23 UHF. Como Rede Amazônica Jaru, a estação passou a operar com a tecnologia em 5 de dezembro de 2022.

## Programas
Além de retransmitir a programação estadual da Rede Amazônica Porto Velho e nacional da TV Globo, a Rede Amazônica Jaru inseria comerciais locais e exibiu os seguintes programas:
- 24 Horas[4]
- Jornal de Rondônia 2ª Edição (gerado pela Rede Amazônica Ariquemes)[10]

## Equipe

### Membros antigos
- Rinaldo Moreira[8]
- Robert Muracami[4]